# Pseudobunaea natalensis
Pseudobunaea natalensis is een vlinder uit de familie nachtpauwogen (Saturniidae). De wetenschappelijke naam van de soort is, als Bunaea natalensis, voor het eerst geldig gepubliceerd in 1893 door Per Olof Christopher Aurivillius.